# 织女

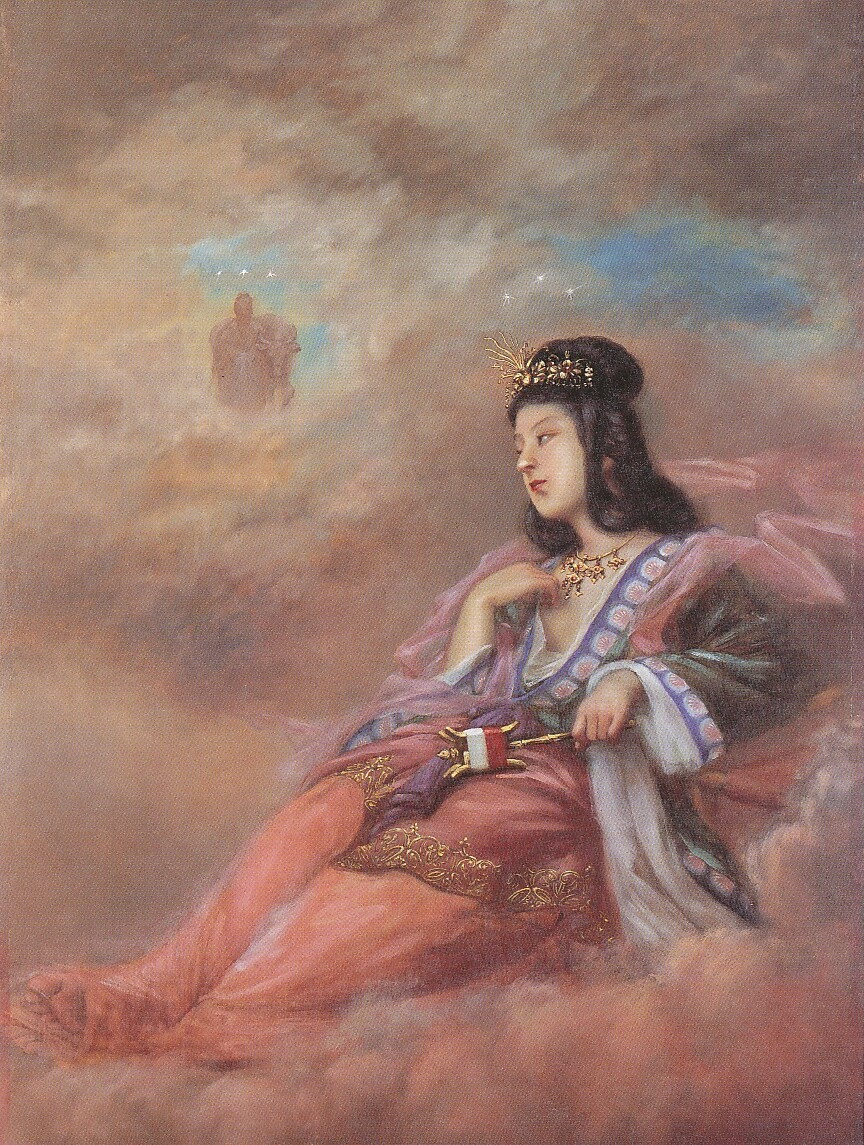
十二地支中的丑〈牽牛星〉（山本芳翠/畫、1892年）

織女是天上知名的仙女。專職是使用天梭编织神仙的衣服以及天上的雲彩（也被稱作天衣、霓裳或雲錦），是象征天色的神祇，同時也是紡織業者、情侶、婦女、兒童的守護神，著名的民間故事《牛郎織女》的女主角，古代中國天文中的織女星與牛郎星即是以此故事命名。
織女最初為“天之織女”，天帝被董永賣身葬父的孝心感動，便差遣織女下凡，讓她嫁給董永為妻，助他償債贖身。後來織女又成為了“天帝之女”，這個身份使她和西王母混為一談；織女被天帝許配給河西牽牛郎為妻，而嫁給牽牛郎後的織女則荒廢了自己機杼的職責，因此惹怒了天帝，被天帝分離在天河的東、西兩岸，一年只能相聚一次。因此這兩個不同的故事使得織女和董永以及牛郎的故事開始出現分歧。再後來織女又轉變成了王母娘娘的女兒，與七仙女相互混同。在後世，為了避免織女和七仙女混為一談，又將織女編纂為王母娘娘的外孫女（天孫），在牛郎與織女故事的基礎上，又加入了“羽衣仙女”等傳說的要素，才構成了《牛郎織女》的故事，因此《牛郎織女》和《董永與七仙女》的故事才得以分離開來。織女通常是王母娘娘部分神格的分劃之一，道號為“天孫雲錦太瑤織女星眞”。

## 簡介
西漢司馬遷（前145年～前1世纪）的《史記》記載：「織女，天女孫也。」
東晉干宝（約284年～336年）的《搜神記》記載：『漢，董永，千乘人。少偏孤，與父居肆，力田畝，鹿車載自隨。父亡，無以葬，乃自賣為奴，以供喪事。主人知其賢，與錢一萬，遣之。永行，三年喪畢，欲還主人，供其奴職。道逢一婦人曰：「願為子妻。」遂與之俱。主人謂永曰：「以錢與君矣。」永曰：「蒙君之惠，父喪收藏，永雖小人，必欲服勤致力，以報厚德。」主曰：「婦人何能？」永曰：「能織。」主曰：「必爾者，但令君婦為我織縑百疋。」於是永妻為主人家織，十日而畢。女出門，謂永曰：「我，天之織女也。緣君至孝，天帝令我助君償債耳。」語畢，凌空而去，不知所在。』
按《德安府志》：「漢董仲，永之子也。母相傳為天之織女，故生而靈異多神奇。」
南朝梁殷芸（471年～529年）的《小說》記載：「天河之東有織女，天帝之子也。年年機杼勞役，織成雲錦天衣，容貌不暇整。帝憐其獨處，許嫁河西牽牛郎，嫁後遂廢機杼。天帝怒，責另歸東西，但使一年一度相會。」
後代小說家者流，又有王母娘娘生有七位仙女，而織女為么女之說。织女下凡遊玩，与人間的牛郎譜出戀曲，卻又因故分離。牛郎為愛抵達天界，與織女團聚，被西王母（或其他神）发现后，王母用髮簪一劃，變出了一条天河（即银河）将两人分开。後西王母被兩人真情感動，律定每年舊曆七月初七兩人可以在鹊桥（喜鹊搭建的桥）上相会，此即為著名的牛郎織女故事。
閩南、臺灣常尊稱織女和七仙女為「七娘媽」，每年七夕，凡是家中有婦女或未滿十六歲的孩童者，幾乎都會在七夕時刻加以禮拜，閩南人和臺灣人流行在十六歲當年的七夕之日，會集合眾多滿十六歲者，為七星娘娘舉辦大型祭典，感謝「七娘媽」十六年來的庇佑，稱作「作十六歲」，如今臺灣屏東慈鳳宮、新竹竹蓮寺都有這樣的風俗，最有名的就是臺南開隆宮。七娘媽也會把人世間未婚男女製成名冊，向天庭呈報。天庭將之傳遞給月老神君，當月老收到名冊後，按照個性、善惡、興趣與條件抄寫成一本配偶名冊，然後用紅線綁牢男女二人之足，使合適的男女配成一對佳偶。
廣東、港澳則稱呼織女為七姐、七姊姊。

## 日本的織女
在日本，織女稱為織姬（日语：／），又與當地原有的棚機津女傳說結合，被視為日本固有神話中在天上織造天衣、被稱為棚機津女的眾女神之一，故又把織女稱為棚機姬（日语：／）、棚機姬命（日语：／）、棚機媛（日语：／）、天棚機姬（日语：／）、天棚機比賣（日语：／）天棚機姬命（日语：／）、天之多奈波太姬命（日语：／）天棚機姬神、天棚機比賣大神等（日语：／）等。
在日本，織女為紡織的守護神。

## 圖集

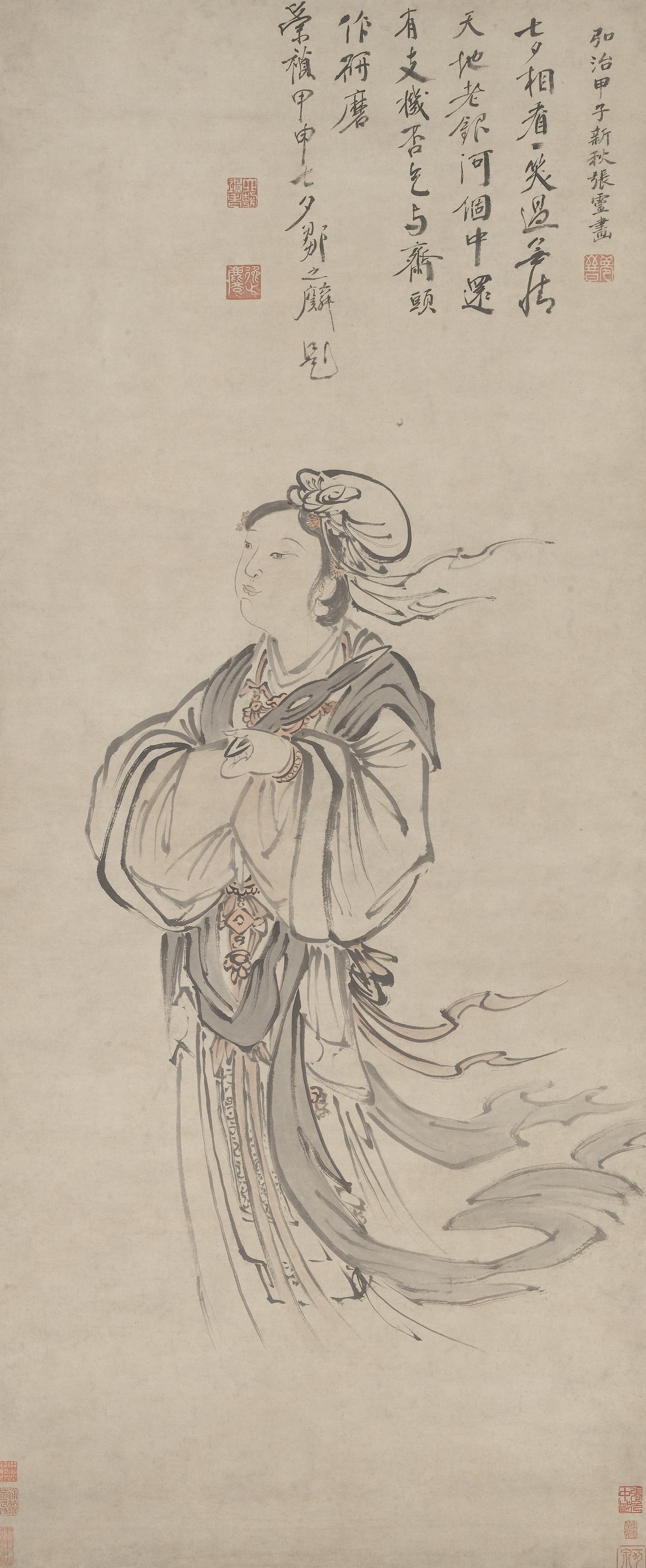
織女圖軸，張靈繪
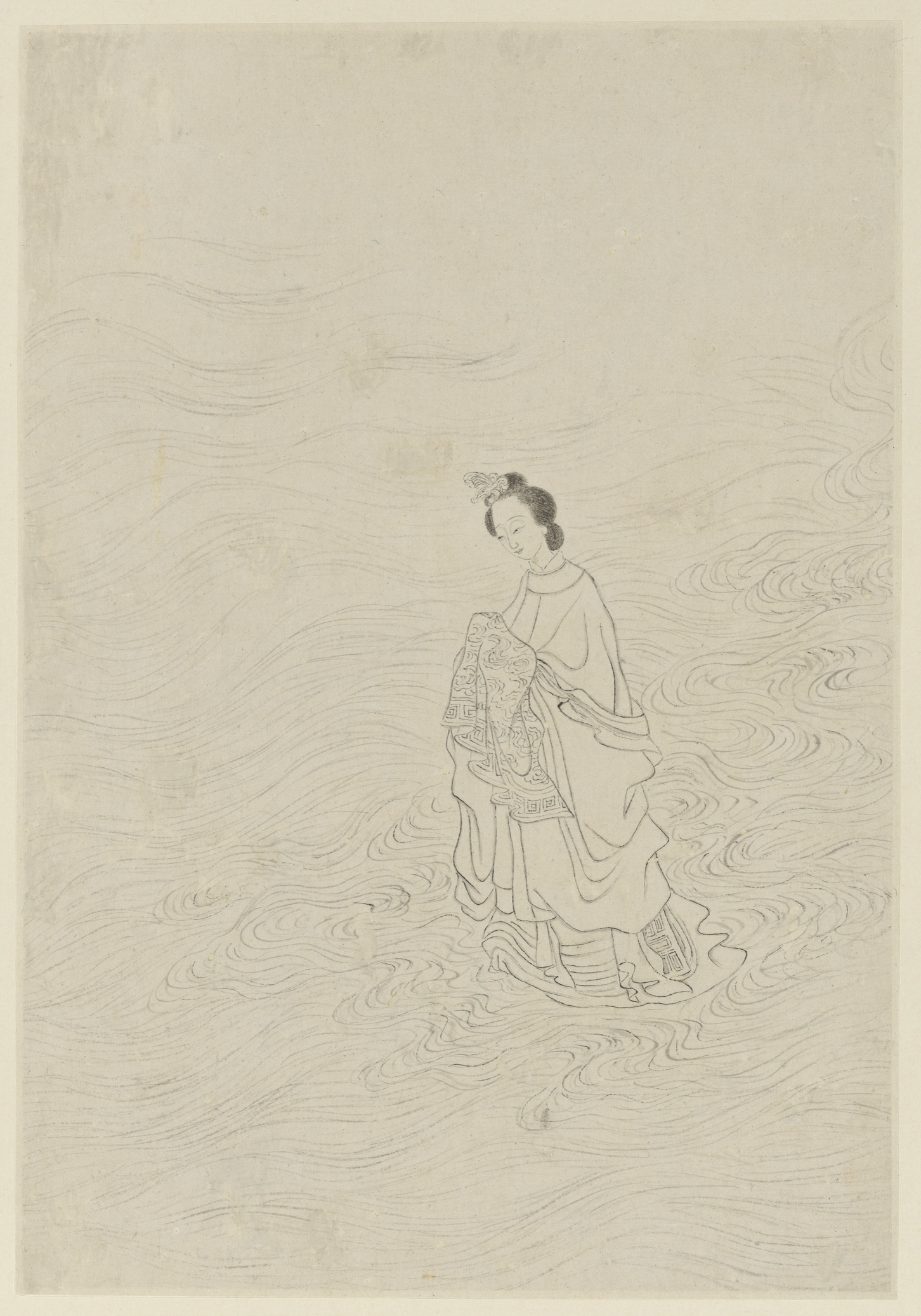
織女渡河，改琦繪
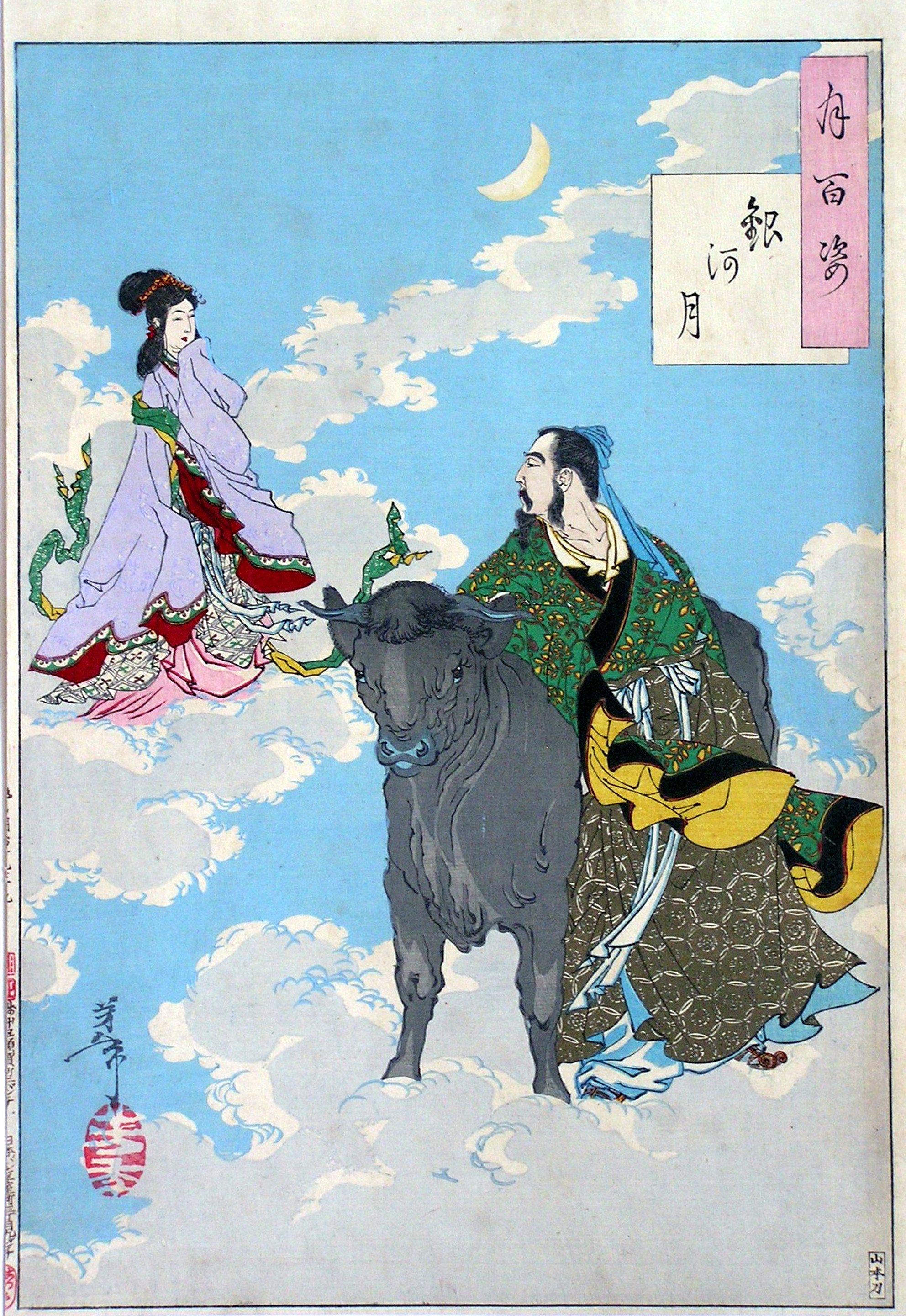
銀河月，月冈芳年繪
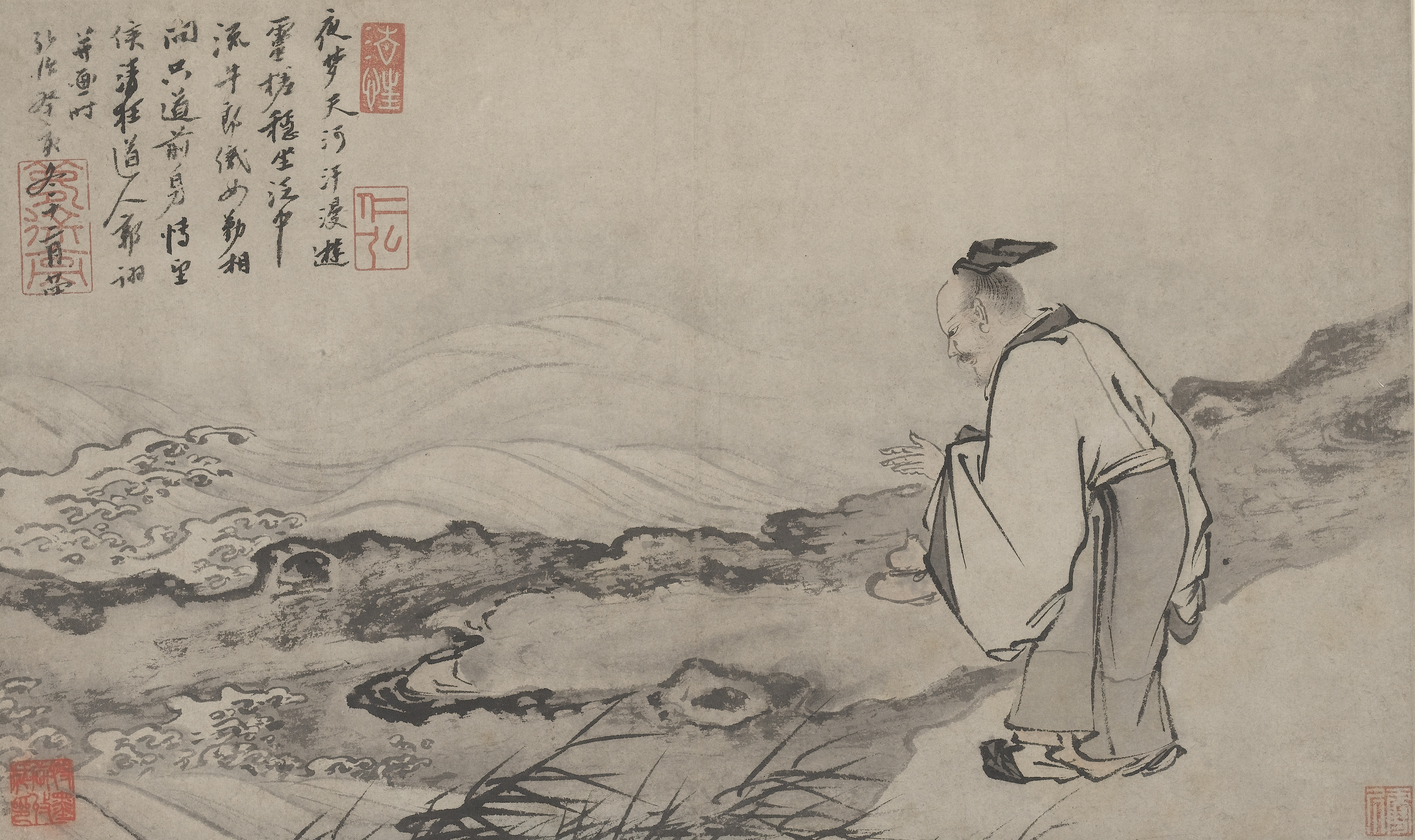
天河，郭詡繪
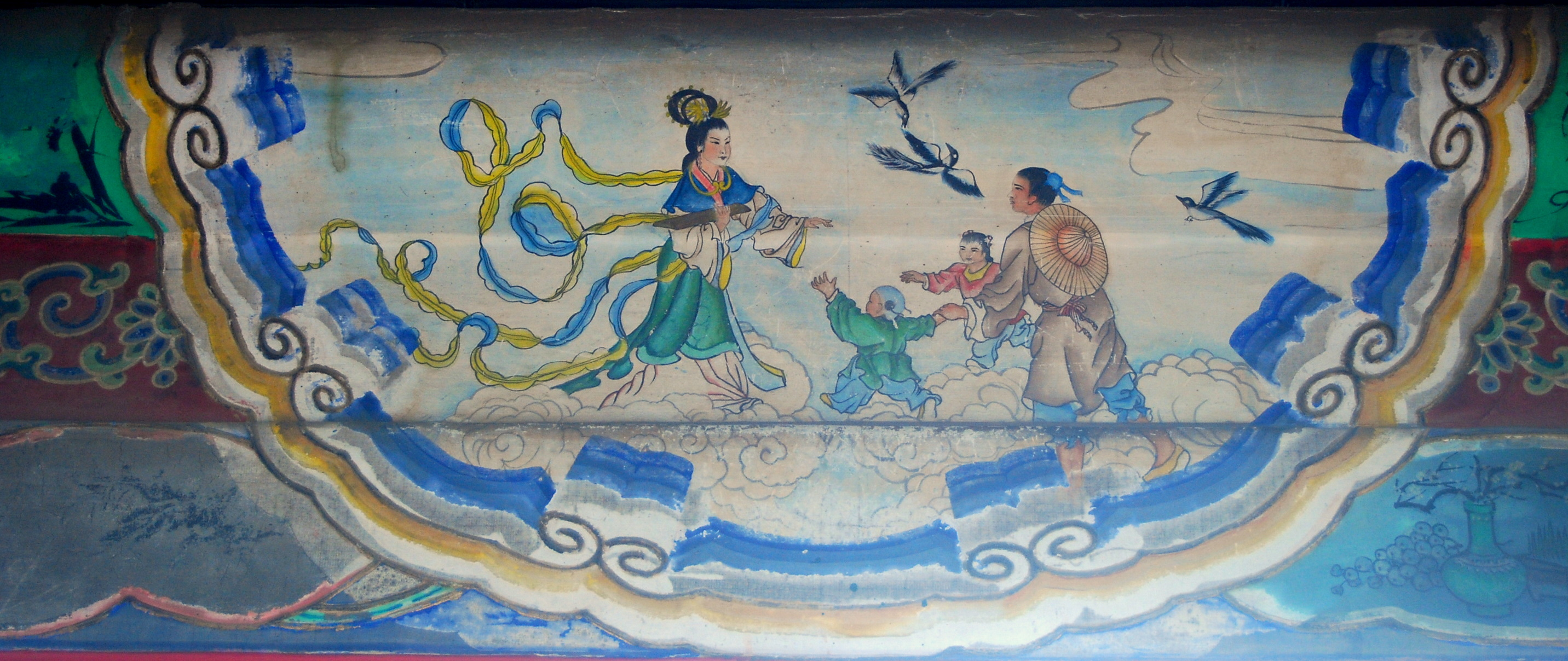
牛郎與織女，頤和園彩繪
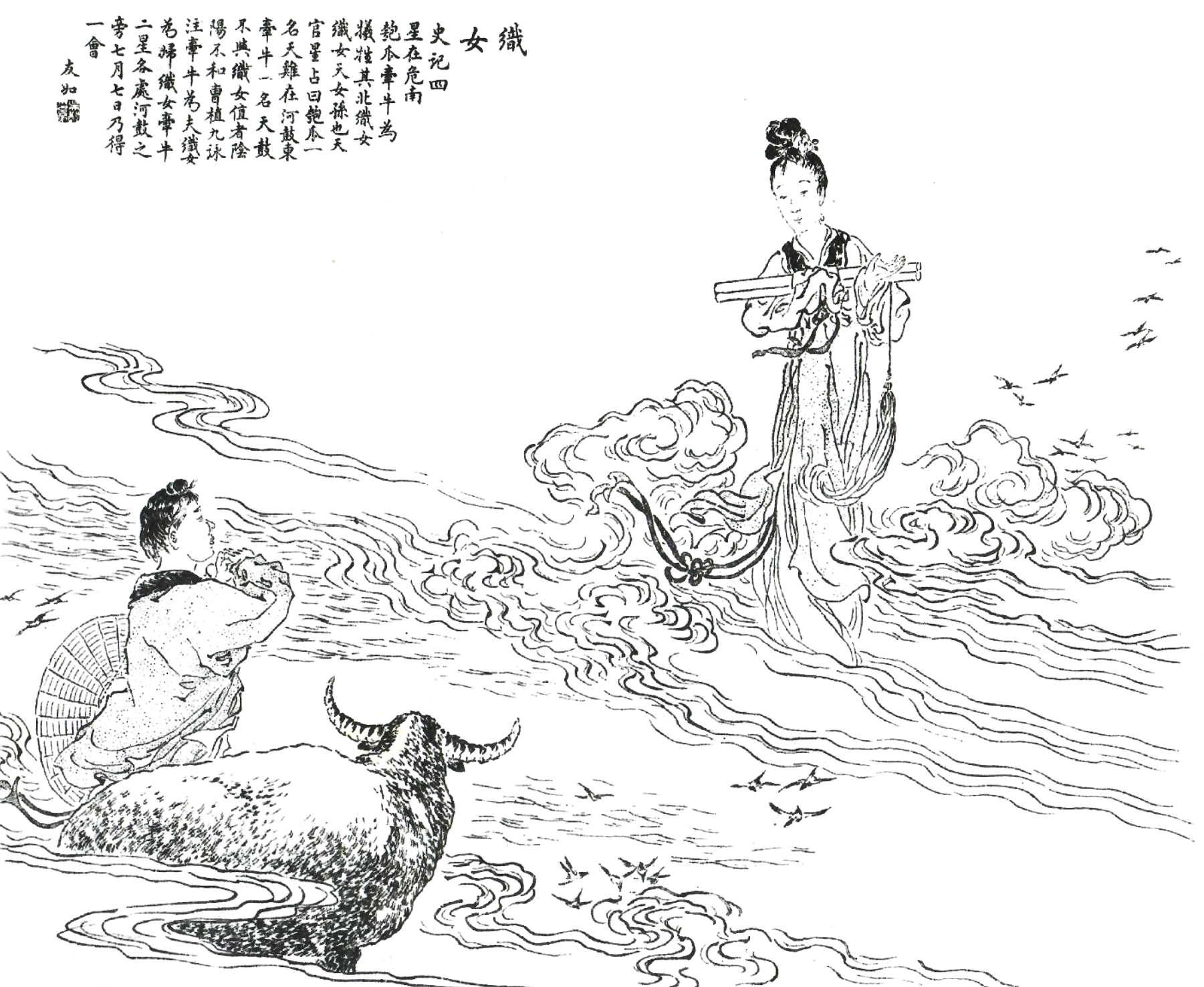
古今百美圖之織女，吳友如繪

## 供奉地點

### 中國
- 江蘇省蘇州市太倉織女廟
- 陝西省咸陽市織女廟
- 陝西省西安市石婆廟
- 山東省淄博市織女洞

### 香港
- 坪洲仙姊廟
- 西貢七聖古廟
- 石籬七聖宮

### 臺灣

#### 主祀
- 新北市淡水區福北堂（太保福濟宮分靈）－主祀七星六娘娘
- 新北市淡水區娘媽宮－供奉大甲西靈宮分靈七仙女畫像[7]、七位七星娘娘神像
- 臺中市大甲區鐵砧山西靈宮－供奉七仙女石雕像
- 新竹縣北埔鄉五指山七仙女亭－供奉七仙女像
- 雲林縣水林鄉後寮埔七星宮
- 嘉義縣太保市福濟宮 （页面存档备份，存于）
- 臺南市中西區開隆宮－主祀七位七星娘娘
- 臺南市善化區六分寮福慈宮（太保福濟宮分靈）－主祀七星二娘娘
- 高雄市三民區清海宮－主祀七仙女元君，並以織女元君為首。織女元君頭戴七珠五旒冠冕，雙手持奏板
- 宜蘭縣頭城鎮大坑罟七星堂－主祀七星娘媽左手高舉七星劍，並有娘媽之大仙翁仔

#### 同祀
- 桃園市新屋區深圳玄天宮－奉祀單尊七娘媽，雙手呈抱壽狀（左手隱於衣袖內，右手外露抱之）
- 新竹市東區竹蓮寺－奉祀單尊七娘媽夫人
- 彰化縣鹿港鎮鹿港天后宮－為二十四屬神之育子司，神像為單尊，雙手抱孩童
- 彰化縣鹿港鎮威靈廟－奉祀單尊七宮夫人
- 彰化縣鹿港鎮漁寮天和宮－奉祀單尊七星夫人，神像為粉面，右手持拂塵，左手持葫蘆
- 雲林縣四湖鄉溪崙崙安宮－奉祀單尊七娘媽
- 雲林縣斗南鎮紅瓦磘照瑤宮－奉祀單尊七娘媽，雙手抱壽，另有捧印、空手兩位侍女
- 嘉義市西區朝天宮－奉祀單尊七星娘娘，右手持劍
- 嘉義縣番路鄉朝天南安宮－奉祀單尊七星娘娘，神像身後背雙劍，右手持拂塵
- 臺南市中西區公界內昭靈廟－尊稱天女七星娘娘，七位娘娘全祀
- 臺南市安平區港仔尾社靈濟殿－奉祀單尊七星娘娘，雙手無持物
- 高雄市苓雅區臨水宮－奉祀單尊七娘媽，為排行第七之娘娘
- 屏東縣屏東市慈鳳宮－奉祀單尊七夕娘娘，神像右手持拂塵
- 花蓮縣花蓮市北濱武天宮

### 日本
- 奈良縣葛城市棚機神社
- 大阪府交野市機物神社（日语：機物神社）
- 福岡縣小郡市七夕神社（日语：七夕神社）
- 愛知縣名古屋市多奈波太神社（日语：多奈波太神社）
- 愛知縣名古屋市星神社（日语：星神社 (名古屋市)）

## 影視形象
- 1963年中國大陸和香港合拍的黃梅戲電影《牛郎織女》－严凤英飾演
- 1988年台視《台灣民間故事 - 七娘媽》－劉德淑飾演
- 2007年香港無綫電視《牛郎織女》－郭羨妮飾演
- 2009年中國大陸電視劇《牛郎織女》－安以軒飾演